# Tennistavolo ai XVII Giochi panamericani - Squadre maschile
La gara a squadre maschile del tennistavolo ai XVII Giochi panamericani si è svolto al "Markham Pan Am Centre" di Markham, in Canada, dal 19 al 21 luglio 2015. 12 le squadre di 3 giocatori ciascuna che hanno partecipato all'evento. Inizialmente divise in 4 gironi da 3 squadre, le prime 2 squadre hanno passato il primo turno e si sono successivamente confrontate in un torneo ad eliminazione diretta.

## Primo turno

### Gruppo A
| Squadra     | PG | V | P | GF | GS |
| ----------- | -- | - | - | -- | -- |
| Brasile     | 2  | 2 | 0 | 6  | 0  |
| Stati Uniti | 2  | 1 | 1 | 3  | 5  |
| Ecuador     | 2  | 0 | 2 | 2  | 6  |

|             | Brasile (bandiera) | Ecuador (bandiera) | Stati Uniti (bandiera) |
| ----------- | ------------------ | ------------------ | ---------------------- |
| Brasile     | –                  | 3 - 0              | 3 - 0                  |
| Ecuador     | 0 - 3              | –                  | 2 - 3                  |
| Stati Uniti | 0 - 3              | 3 - 2              | –                      |

### Gruppo B
| Squadra  | PG | V | P | GF | GS |
| -------- | -- | - | - | -- | -- |
| Paraguay | 2  | 1 | 1 | 5  | 4  |
| Cile     | 2  | 1 | 1 | 5  | 5  |
| Cuba     | 2  | 1 | 1 | 4  | 5  |

|          | Paraguay (bandiera) | Cile (bandiera) | Cuba (bandiera) |
| -------- | ------------------- | --------------- | --------------- |
| Paraguay | –                   | 2 - 3           | 3 - 1           |
| Cile     | 3 - 2               | –               | 2 - 3           |
| Cuba     | 1 - 3               | 3 - 2           | –               |

### Gruppo C
| Squadra         | PG | V | P | GF | GS |
| --------------- | -- | - | - | -- | -- |
| Argentina       | 2  | 2 | 0 | 6  | 2  |
| Messico         | 2  | 1 | 1 | 5  | 5  |
| Rep. Dominicana | 2  | 0 | 2 | 3  | 6  |

|                 | Argentina (bandiera) | Messico (bandiera) | Rep. Dominicana (bandiera) |
| --------------- | -------------------- | ------------------ | -------------------------- |
| Argentina       | –                    | 3 - 2              | 3 - 0                      |
| Messico         | 2 - 3                | –                  | 3 - 2                      |
| Rep. Dominicana | 0 - 3                | 2 - 3              | –                          |

### Gruppo D
| Squadra    | PG | V | P | GF | GS |
| ---------- | -- | - | - | -- | -- |
| Porto Rico | 2  | 2 | 0 | 6  | 2  |
| Canada     | 2  | 1 | 1 | 5  | 3  |
| Guatemala  | 2  | 0 | 2 | 0  | 6  |

|            | Porto Rico (bandiera) | Canada (bandiera) | Guatemala (bandiera) |
| ---------- | --------------------- | ----------------- | -------------------- |
| Porto Rico | –                     | 3 - 2             | 3 - 0                |
| Canada     | 2 - 3                 | –                 | 3 - 0                |
| Guatemala  | 0 - 3                 | 0 - 3             | –                    |

|  | Quarti di finale | Quarti di finale | Quarti di finale | Quarti di finale | Quarti di finale | Quarti di finale | Quarti di finale |  |  | Semifinali | Semifinali | Semifinali | Semifinali | Semifinali | Semifinali | Semifinali |   |   | Finale  | Finale  | Finale  | Finale  | Finale | Finale | Finale |  |
|  |                  |                  |                  |                  |                  |                  |                  |  |  |            |            |            |            |            |            |            |   |   |         |         |         |         |        |        |        |  |
|  | Cile             | Cile             | Cile             | Cile             | 2                | 1                | 1                |  |  |            |            |            |            |            |            |            |   |   |         |         |         |         |        |        |        |  |
|  | Brasile          | Brasile          | Brasile          | Brasile          | 3                | 3                | 3                |  |  | Brasile    | Brasile    | Brasile    | Brasile    | 3          | 3          | 3          |   |   |         |         |         |         |        |        |        |  |
|  | Argentina        | Argentina        | Argentina        | Argentina        | 0                | 2                | 2                |  |  | Canada     | Canada     | Canada     | Canada     | 2          | 1          | 0          |   |   |         |         |         |         |        |        |        |  |
|  | Canada           | Canada           | Canada           | Canada           | 3                | 3                | 3                |  |  |            |            |            |            |            |            |            |   |   | Brasile | Brasile | Brasile | Brasile | 3      | 3      | 3      |  |
|  | Stati Uniti      | Stati Uniti      | 3                | 2                | 2                | 3                | 0                |  |  |            |            | Paraguay   | Paraguay   | Paraguay   | Paraguay   | 0          | 0 | 0 |         |         |         |         |        |        |        |  |
|  | Porto Rico       | Porto Rico       | 2                | 3                | 3                | 0                | 3                |  |  | Porto Rico | Porto Rico | Porto Rico | Porto Rico | 1          | 0          | 2          |   |   |         |         |         |         |        |        |        |  |
|  | Paraguay         | Paraguay         | Paraguay         | Paraguay         | 3                | 3                | 3                |  |  | Paraguay   | Paraguay   | Paraguay   | Paraguay   | 3          | 3          | 3          |   |   |         |         |         |         |        |        |        |  |
|  | Messico          | Messico          | Messico          | Messico          | 1                | 2                | 1                |  |  |            |            |            |            |            |            |            |   |   |         |         |         |         |        |        |        |  |